# Bobby Valentino (musicista britannico)
Bobby Valentino, pseudonimo di Robert James Beckingham (Chatham, 22 giugno 1954), è un violinista, chitarrista, cantautore e attore britannico.
È il fratello della compositrice Anne Dudley.
Durante la sua carriera, Valentino collaborò con innumerevoli artisti fra cui i fratelli Mark e David Knopfler, Nick Lowe, Bronski Beat, The Men They Couldn't Hang, Haysi Fantayzee, Billy Bragg e Mad Professor.

## Discografia
- 1991 – You're in the Groove Jackson
- 1996 – You're Telling Me
- 2001 – This Is Murder
- 2004 – Pat-a-Cake, Pat-a-Cake